# 플라스마 추진 엔진

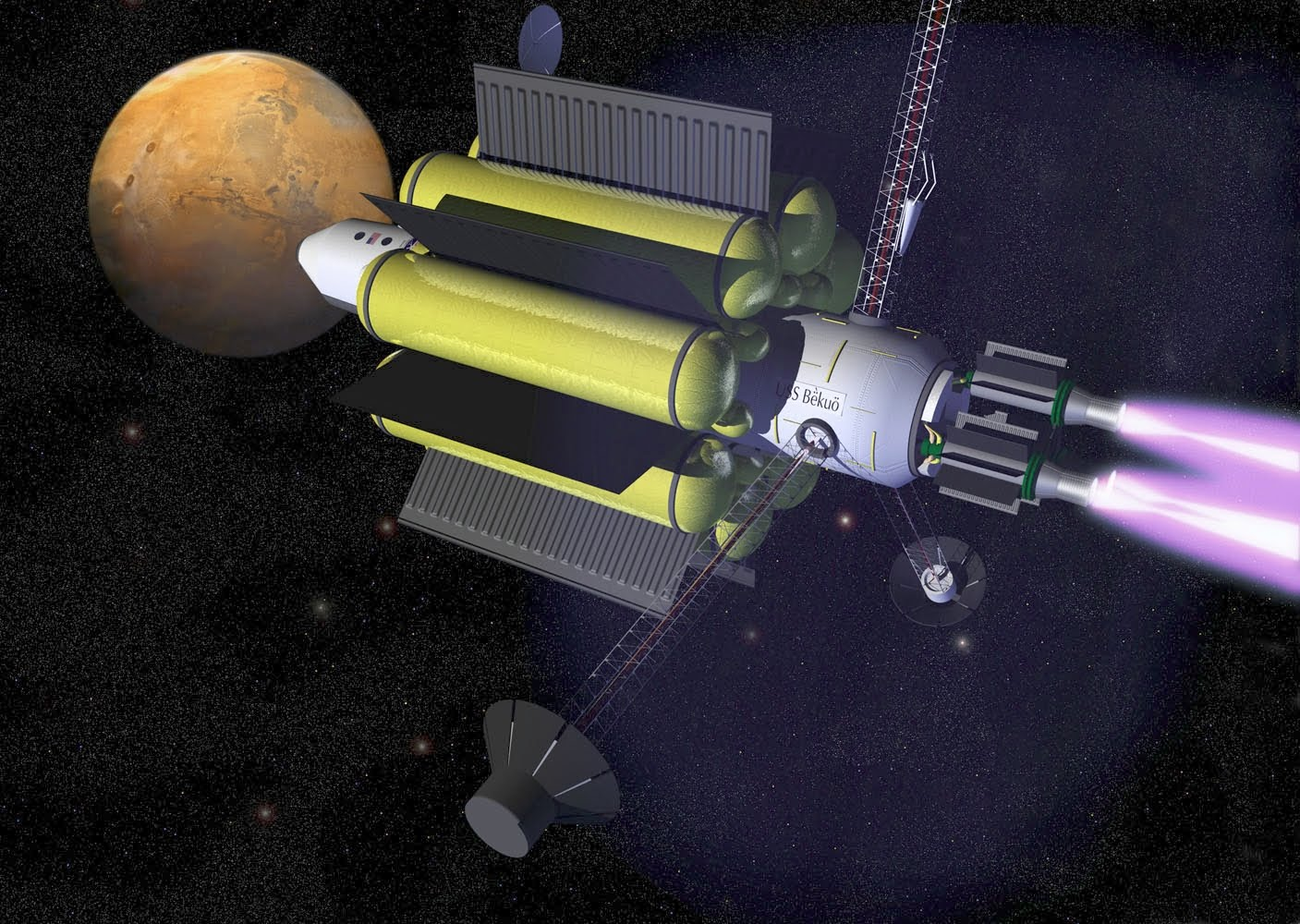
바시미르 엔진을 장착한 우주선 가상도

플라스마 추진 엔진(Plasma propulsion engine)은 플라스마에 자기장을 걸어 뒤쪽으로 강하게 분사시켜 그 힘으로 추진력을 얻는 엔진이다.

## 역사
핵융합로 제조를 위해 개발된 기술을 이용해 섭씨 100만도로 가열한 플라스마를 강력한 자기장으로 가속시켜 내뿜는 방식을 쓴다. 추진체를 화학로켓의 10분의 1만 실어도 되기 때문에 장기 가속과 장거리 여행에 유리하다.
이온은 전하를 띠는 원자 또는 분자를 뜻한다. 이온화(Ionization)란 원자와 분자에 전자를 더하거나(음이온) 빼(양이온) 전기적 특성을 띠게 하는 것으로 특히 이온화된 가스를 플라스마(Plasma)로 부른다. 이온 엔진은 제논(xenon), 크립톤(krypton), 아르곤(argon) 등의 추진제를 플라스마로 만들어 전기적 특성을 띠게 한 후 이를 정전기 혹은 전자기 방식으로 가속시켜 방출함으로써 운동량 보존 법칙에 따라 추진력을 얻는 전기 추진 방식의 일종이다.
한국 최초의 군사위성 아나시스 2호가 플라스마 엔진을 사용한다.
아직 플라스마 엔진은 고출력을 못 내어서, 지상에서 항공기용으로는 사용하기 힘들다. 진공인 우주에서는 매우 유용하다.
우주정거장은 1세대 1회용, 2세대 약간의 연료 재급유 가능, 3세대 장기간 연료 식량 공급 가능으로 나눠지며, 오늘날 국제우주정거장은 3세대이다. 궤도 보정을 위해서 화학로켓을 사용하는데, 연료 보충을 위해 1년에 두어번 무인 우주화물선을 발사해서 연료를 재급유하고, 승무원 식량을 공급해줘야만 한다. 그런데, 만약 무게 100톤이 넘는 우주정거장에 플라스마 엔진 사용이 가능해지면, 기존의 화학로켓 연료 보다 10배 연료 무게를 줄일 수 있다. 아직 실현되지는 않았지만, 플라스마 엔진의 추력을 계속 높이는 연구를 하고 있다.
2020년 5월 8일, 중국 우한 대학교 공업과학연구원 소속 연구진은 플라스마 제트 엔진 시제품을 개발했다. 인공위성 등에 사용된 기존 이온 반동추동 엔진은 추진력이 매우 낮아 대기 마찰이 없는 우주에서만 사용 가능했다. 하지만 우한대학 연구진의 시제품은 공기를 압축해 이온화하는 만큼 더욱 강력한 추진력을 얻을 수 있다. 연구진은 이 장치가 전기와 공기만 있으면 작동가능한 만큼, 향후 장치를 대형화할 경우 언젠가는 화석연료를 쓰는 현존 엔진을 대체할 수 있을 것으로 기대했다.

## 유형

### 홀 효과 추력기
홀 효과 추력기는 플라스마 엔진의 한 종류이다.

### 바시미르
바시미르는 지금까지 화성 탐사를 위해 제안된 어떤 엔진보다 빠르다.

## 같이 보기
- EmDrive